# Лорі чорнокрилий
Лорі чорнокрилий (Eos cyanogenia) — вид папугоподібних птахів родини Psittaculidae. Ендемік Індонезії.

## Поширення
Вид є ендеміком островів Біак біля північного узбережжя Нової Гвінеї. Трапляється на головних островах Біак та Супіорі, а також набагато менших островах Нумфор, Манім і Міос-Нум. Є додаткові спостереження на дуже дрібних островах Ові та Вунді, що свідчить про те, що він може бути присутнім на багатьох супутникових островах на південний схід від Біака. На Біаку він досить звичайний у лісах і іноді зустрічається в зграях по 40-60 птахів. На Супіорі це поширений птах, хоча на великих висотах рідкісний. Часто трапляється на плантаціях і деградованих лісах, але не в первинних лісах усередині острова.

## Опис
Папужка завдовжки до 30 см. Основний колір оперення яскраво-червоний. Широка темно-синя смуга тягнеться від очей до верхньої частини вуха. Бока тіла вкриті чорнуватими плямами. Верхні покриви крил чорні, а також пір'я плечей, голови, центральні пір'я хвоста та стегна. Помаранчево-червону райдужну оболонку оточує вузьке, чорнувате, неоперене очне кільце. Лапи темно-сірі, дзьоб помаранчевий.

## Спосіб життя
Чорнокрилі лорі кочують невеликими зграями поза сезоном розмноження. Це товариські птахи, які також трапляються біля сіл. Вони літають під верхівками дерев і політ їхній швидкий. Нічого не відомо про їхній раціон у дикій природі чи поведінку при розмноженні. Розмір яйця 29,0 мм × 23,8 мм.